# 居庸关站

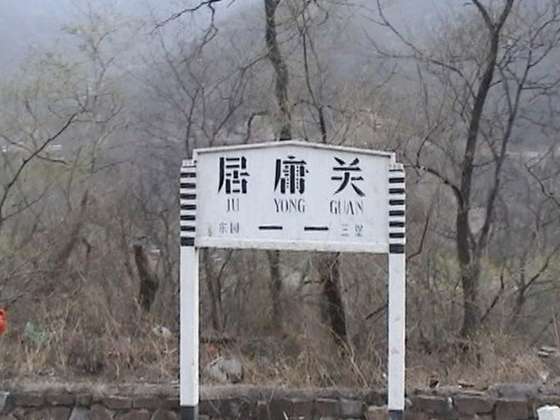
站名板

居庸关站是京包铁路（原京张铁路）上的一个小火车站，位于北京市境内，靠近著名的万里长城雄关居庸关，1910年为增大南口-康庄段运输能力而增设。